# Jeong Gyeong-Mi
Jeong Gyeong-Mi (en coreano: 정경미; Gunsan, 26 de julio de 1985) es una deportista surcoreana que compitió en judo.
Participó en dos Juegos Olímpicos de Verano en los años 2008 y 2012, obteniendo una medalla de bronce en la edición de Pekín 2008 en la categoría de –78 kg. En los Juegos Asiáticos consiguió dos medallas de oro en los años 2010 y 2014.
Ganó una medalla en el Campeonato Mundial de Judo de 2007, y seis medallas en el Campeonato Asiático de Judo entre los años 2005 y 2013.

## Palmarés internacional
| Juegos Olímpicos    | Juegos Olímpicos        | Juegos Olímpicos  | Juegos Olímpicos |
| Año                 | Lugar                   | Medalla           | Categoría        |
| ------------------- | ----------------------- | ----------------- | ---------------- |
| 2008                | Pekín (China)           | Medalla de bronce | –78 kg           |
| Campeonato Mundial  |                         |                   |                  |
| Año                 | Lugar                   | Medalla           | Categoría        |
| 2007                | Río de Janeiro (Brasil) | Medalla de bronce | –78 kg           |
| Juegos Asiáticos    |                         |                   |                  |
| Año                 | Lugar                   | Medalla           | Categoría        |
| 2010                | Cantón (China)          | Medalla de oro    | –78 kg           |
| 2014                | Incheon (Corea del Sur) | Medalla de oro    | –78 kg           |
| Campeonato Asiático |                         |                   |                  |
| Año                 | Lugar                   | Medalla           | Categoría        |
| 2005                | Taskent (Uzbekistán)    | Medalla de bronce | –78 kg           |
| 2008                | Jeju (Corea del Sur)    | Medalla de plata  | –78 kg           |
| 2009                | Taipéi (Taiwán)         | Medalla de oro    | –78 kg           |
| 2011                | Abu Dabi (EAU)          | Medalla de plata  | –78 kg           |
| 2012                | Taskent (Uzbekistán)    | Medalla de bronce | –78 kg           |
| 2013                | Bangkok (Tailandia)     | Medalla de oro    | –78 kg           |